# Petr Zelenka (morderca)
Petr Zelenka (ur. 27 lutego 1976) – czeski seryjny morderca, pielęgniarz. Od maja do września 2006 roku umyślnie zabił w szpitalu w mieście Havlíčkův Brod siedmiu pacjentów, a dziesięciu kolejnych usiłował zabić. Został zatrzymany przez policję w grudniu 2006 r.
Zelenka w czasie dyżurów podawał pacjentom zastrzyk z heparyną (lekiem przeciwzakrzepowym). Na dziesięciu pacjentów lek nie zadziałał śmiertelnie, gdyż Zelenka podał im za małą dawkę. 
Zelenkę aresztowano, gdy odynator Pavel Longin i śledczy zorientowali się, że tajemnicze zgony pacjentów miały miejsce w czasie jego dyżurów. Wtedy też znikały fiolki z lekiem (kilka fiolek znaleziono w czasie przeszukiwania jego mieszkania). W lutym 2008 roku Zelenka został skazany na karę dożywocia. 10 października 2017 r. sąd wyższej instancji w Pradze podtrzymał decyzję sądu wojewódzkiego w Hradci Králové i jednocześnie odrzucił roszczenia wobec szpitala w wysokości 8,8 mln koron rodziny jednej z ofiar wobec szpitala, podobnie jak uczynił to wcześniej z roszczeniami rodzin siedmiu pozostałych ofiar mordercy.